# 替比夫定
替比夫定是一种含氮有机化合物，分子式C10H14N2O5，属于逆转录酶抑制剂类抗病毒药物，用于乙型肝炎治疗。